# Clovia multipunctata
Clovia multipunctata är en insektsart som beskrevs av Victor Lallemand 1931. Clovia multipunctata ingår i släktet Clovia och familjen spottstritar. Inga underarter finns listade i Catalogue of Life.